# Olympische Sommerspiele 2008/Teilnehmer (Chinese Taipei)
| Gelbes Symbol für Goldmedaillen mit stilisierten Olympischen Ringen | Graues Symbol für Silbermedaillen mit stilisierten Olympischen Ringen | Braundes Symbol für Bronzemedaillen mit stilisierten Olympischen Ringen |
| ------------------------------------------------------------------- | --------------------------------------------------------------------- | ----------------------------------------------------------------------- |
| 1                                                                   | 1                                                                     | 2                                                                       |

Die Republik China nahm unter dem Namen Chinesisch Taipeh an den Olympischen Sommerspielen 2008 teil. Insgesamt traten 79 Athleten (43 Männer und 36 Frauen) in 15 verschiedenen Sportarten an. Mit vier gewonnenen Bronzemedaillen belegte das Chinesische Taipeh am Ende Platz 79 im ursprünglichen Medaillenspiegel von 2008. Dies änderte sich spätestens 2016, als die Gewichtheberin Chen Wei-Ling nach der Disqualifizierung der gedopten Türkin Sibel Özkan auf den 2. Platz vorrückte und somit die Silbermedaille errang. Im selben Jahr wurde auch die ursprüngliche Olympiasiegerin Chen Xiexia disqualifiziert, woraufhin Chen Wei-Ling die Goldmedaille zuerkannt wurde.

## Medaillengewinner

### Gold
| Name          | Sportart     | Wettkampf                                 |
| ------------- | ------------ | ----------------------------------------- |
| Chen Wei-Ling | Gewichtheben | Gewichtheben der Frauen, Klasse bis 48 kg |

### Silber
| Name        | Sportart     | Wettkampf                                 |
| ----------- | ------------ | ----------------------------------------- |
| Lu Ying-Chi | Gewichtheben | Gewichtheben der Frauen, Klasse bis 63 kg |

### Bronze
| Name        | Sportart  | Wettkampf                                |
| ----------- | --------- | ---------------------------------------- |
| Chu Mu-yen  | Taekwondo | Taekwondo der Männer, Klasse unter 58 kg |
| Sung Yu-chi | Taekwondo | Taekwondo der Männer, Klasse bis 68 kg   |

## Teilnehmer nach Sportarten

### Badminton
- Hsieh Yu-hsing
Männer, Einzel: 5. Platz
- Cheng Shao-chieh
Frauen, Einzel: 17. Platz
- Cheng Wen-hsing &
- Chien Yu-chin
Frauen, Doppel: 5. Platz

### Baseball
- Tsao Chin-Hui
- Yang Chien-Fu
- Chen Wei-Yin
- Chang Chih-Chia
- Pan Wei-Lun
- Ni Fu-Te
- Hsu Wen-Hsiung
- Lo Chia-Ien
- Cheng Kai-Wen
- Lee Cheng-Chang
- Yeh Chun-Chang
- Kao Chih-Kang
- Chen Feng-Min
- Chiang Chih-Hsien
- Peng Cheng-Min
- Lin Chih-Sheng
- Kuo Yen-Wen
- Shih Chih-Wei
- Chang Tai-Shan
- Lo Kuo-Hui
- Lin Che-Hsuan
- Chen Chin-Feng
- Pan Wu-Hsiung
- Chang Chien-Ming
5. Platz

### Bogenschießen
- Chen Szu-yuan
Männer, Einzel: 31. Platz
Männer, Mannschaft: 7. Platz
- Kuo Cheng-wei
Männer, Einzel: 19. Platz
Männer, Mannschaft: 7. Platz
- Wang Cheng-pang
Männer, Einzel: 22. Platz
Männer, Mannschaft: 7. Platz
- Wei Pi-hsiu
Frauen, Einzel: 56. Platz
Frauen, Mannschaft: 9. Platz
- Wu Hui-ju
Frauen, Einzel: 57. Platz
Frauen, Mannschaft: 9. Platz
- Yuan Shu-chi
Frauen, Einzel: 23. Platz
Frauen, Mannschaft: 9. Platz

### Gewichtheben
- Yang Chin-Yi
Männer, Bantamgewicht: 4. Platz
- Wang Shin-yuan
Männer, Bantamgewicht: 7. Platz
- Yang Sheng-Hsiung
Männer, Federgewicht: 9. Platz
- Chen Wei-Ling
Frauen, Fliegengewicht: Bronze
- Lu Ying-Chi
Frauen, Mittelgewicht: Bronze

### Judo
- Shih Pei-Chun
Frauen, Halbfliegengewicht: 15. Platz
- Wang Chin-Fang
Frauen, Halbmittelgewicht: 9. Platz

### Leichtathletik
- Wu Wen-chien
Männer, Marathon: 59. Platz
- Chang Ming-huang
Männer, Kugelstoßen: 40. Platz
- Lin Chia-ying
Frauen, Kugelstoßen: 28. Platz

### Radsport
- Feng Chun Kai
Männer, Punktefahren: DNF

### Rudern
- Wang Ming-hui
Männer, Einer: 23. Platz

### Schießen
- Huang Yi Ling
Frauen, Luftpistole: 22. Platz
Frauen, Sportpistole: 39. Platz

### Schwimmen
- Wang Wei-wen
Männer, 200-Meter-Brust: 49. Platz
- Hsu Chi-chieh
Männer, 200-Meter-Schmetterling: 16. Platz
- Nieh Pin-Chieh
Frauen, 100-Meter-Freistil: 43. Platz
- Yang Chin-kuei
Frauen, 200-Meter-Freistil: 37. Platz
Frauen, 400-Meter-Freistil: 40. Platz
Frauen, 100-Meter-Schmetterling: 43. Platz
Frauen, 200-Meter-Schmetterling: 29. Platz
- Lin Man-hsu
Frauen, 200-Meter-Lagen: 36. Platz

### Segeln
- Chang Hao
Männer, Windsurfen: 31. Platz

### Softball
- Chen Miao-yi
- Chiang Hui-chuan
- Chueh Ming-hui
- Hsu Hsiu-ling
- Huang Hui-wen
- Lai Meng-ting
- Lai Sheng-jung
- Li Chiu-ching
- Lin Su-hua
- Lo Hsiao-ting
- Lu Hsueh-mei
- Pan Tzu-hui
- Tung Yun-chi
- Wen Li-hsiu
- Wu Chia-yen
5. Platz

### Taekwondo
- Chu Mu-yen
Männer, Fliegengewicht: Bronze
- Sung Yu-chi
Männer, Federgewicht: Bronze
- Yang Shu-chun
Frauen, Fliegengewicht: 5. Platz
- Su Li-wen
Frauen, Federgewicht: 5. Platz

### Tennis
- Lu Yen-hsun
Männer, Einzel: 9. Platz
- Chan Yung-jan
Frauen, Einzel: 33. Platz
Frauen, Doppel: 9. Platz
- Chuang Chia-jung
Frauen, Doppel: 9. Platz

### Tischtennis
- Chiang Peng-Lung
Männer, Einzel: 33. Platz
Männer, Mannschaft: 7. Platz
- Chuang Chih-Yuan
Männer, Einzel: 17. Platz
Männer, Mannschaft: 7. Platz
- Chang Yen-Shu
Männer, Mannschaft: 7. Platz
- Huang I Hwa
Frauen, Einzel: 33. Platz
- Pan Li-Chun
Frauen, Einzel: 49. Platz